# Ariel Auslender
Ariel Auslender es un escultor alemán de origen argentino, nacido el 15 de diciembre de 1959 en Buenos Aires y profesor de la Universidad de la Universidad Técnica de Darmstadt.

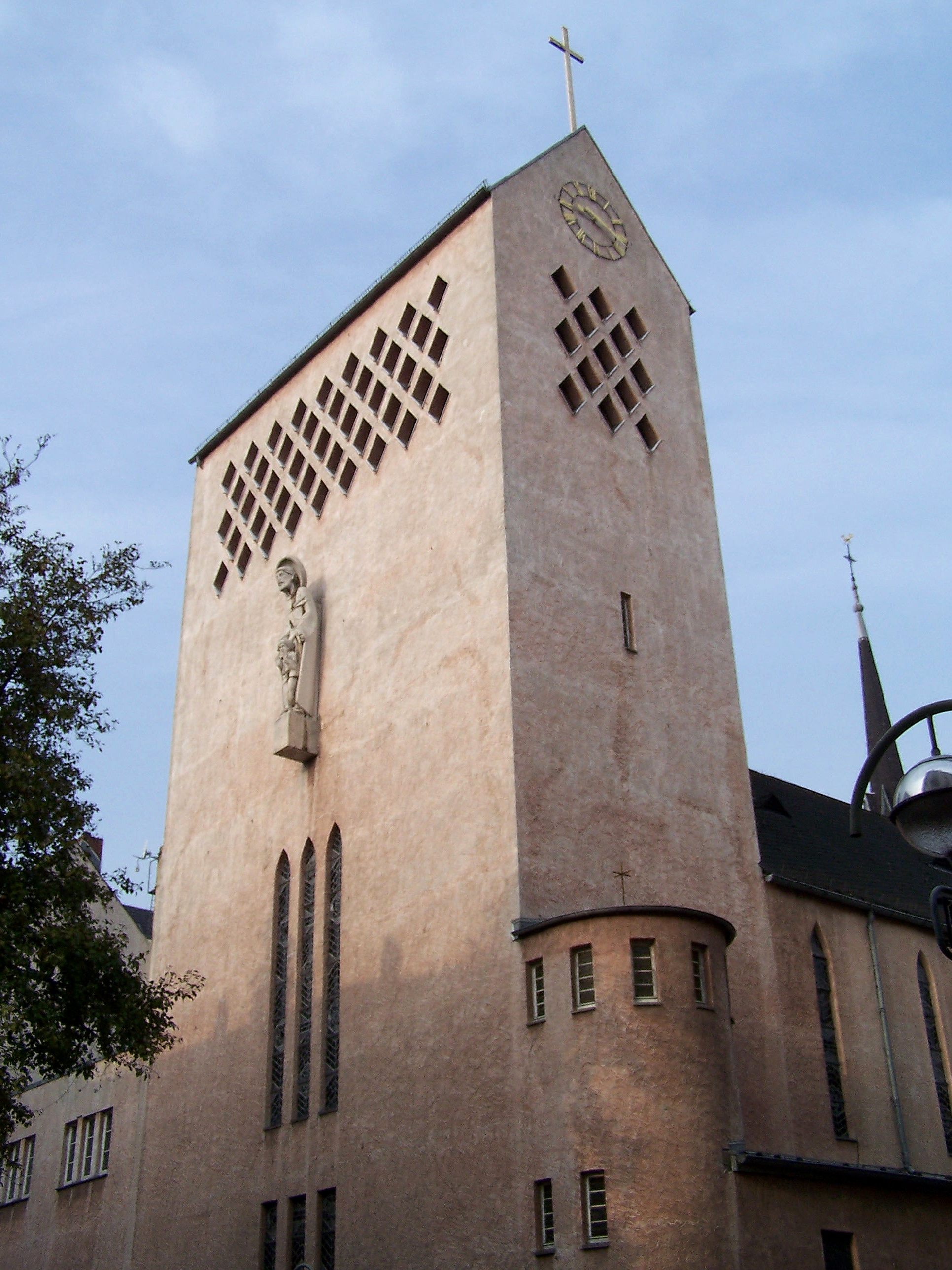
Iglesia de Sant Joseph en Fráncfort del Meno.

## Datos biográficos
Nacido en Argentina cuando contaba sólo 14 años ya recibió clases de escultura como alumno en el estudio del escultor Aurelio Macchi . Después de su graduación en 1978 Auslender comenzó en marzo de 1979 sus estudios de arte en la Escuela Nacional de Bellas Artes Prilidiano Pueyrredón , y posteriormente en junio de 1982 viajó a Carrara (Italia). En la academia de arte desde 1982 hasta 1987 estudió con el profesor Floriano Bodini y aprendió las técnicas tradicionales de la escultura (trabajo con piedra, madera, yeso, terracota). En 1987 obtuvo una beca en la Academia de Bellas Artes de Múnich y en 1988 trabajó con Eduardo Paolozzi, ayudándole con algunos de sus proyectos con.
En 1989 fue socio artístico en el Departamento de Figuras plásticas de la Universidad Técnica de Darmstadt, el Departamento de Arquitectura, con el profesor Floriano Bodini. Trabajando en diferentes ocasiones con él antes de asumir en el 2006 la presidencia de diseño escultural de la Universidad Técnica de Darmstadt. En 1989 se casó Auslender con Susanne Dieckert (Susanne Auslender), que se dedica también a la escultura. Ambos viven y trabajan en Darmstadt. 

## Obras
Al principio de su carrera artística, Auslender ilustró varios libros de la literatura universal para la editorial Aurora en Buenos Aires. Su primera exposición individual fue en 1990 en el estudio de la Kunsthalle de Darmstadt; en 1995, diseñó el gran pilar en la iglesia de St. Joseph en Fráncfort del Meno. A esta obra siguieron los encargos para la realización de altares, tabernáculos, la cruz y todas las capillas. Su última obra maestra es el grupo de la "Justitia" para la casa de la nueva corte de Darmstadt. Auslender es miembro de la Nueva Secesión de Darmstadt, la Accademia di San Luca (Roma) y miembro de la Junta de Síndicos de la Fundación Otto Bartning en Darmstadt.
Su trabajo se basa en bustos y relieves, los cuales están ligados a los pilares o altares para liberar a las formaciones escultóricas, dando mucha importancia al movimiento en el espacio. Más recientemente Auslender experimentó con el vidrio como material de fundición y obtuvo algunos efectos sorprendentes. 

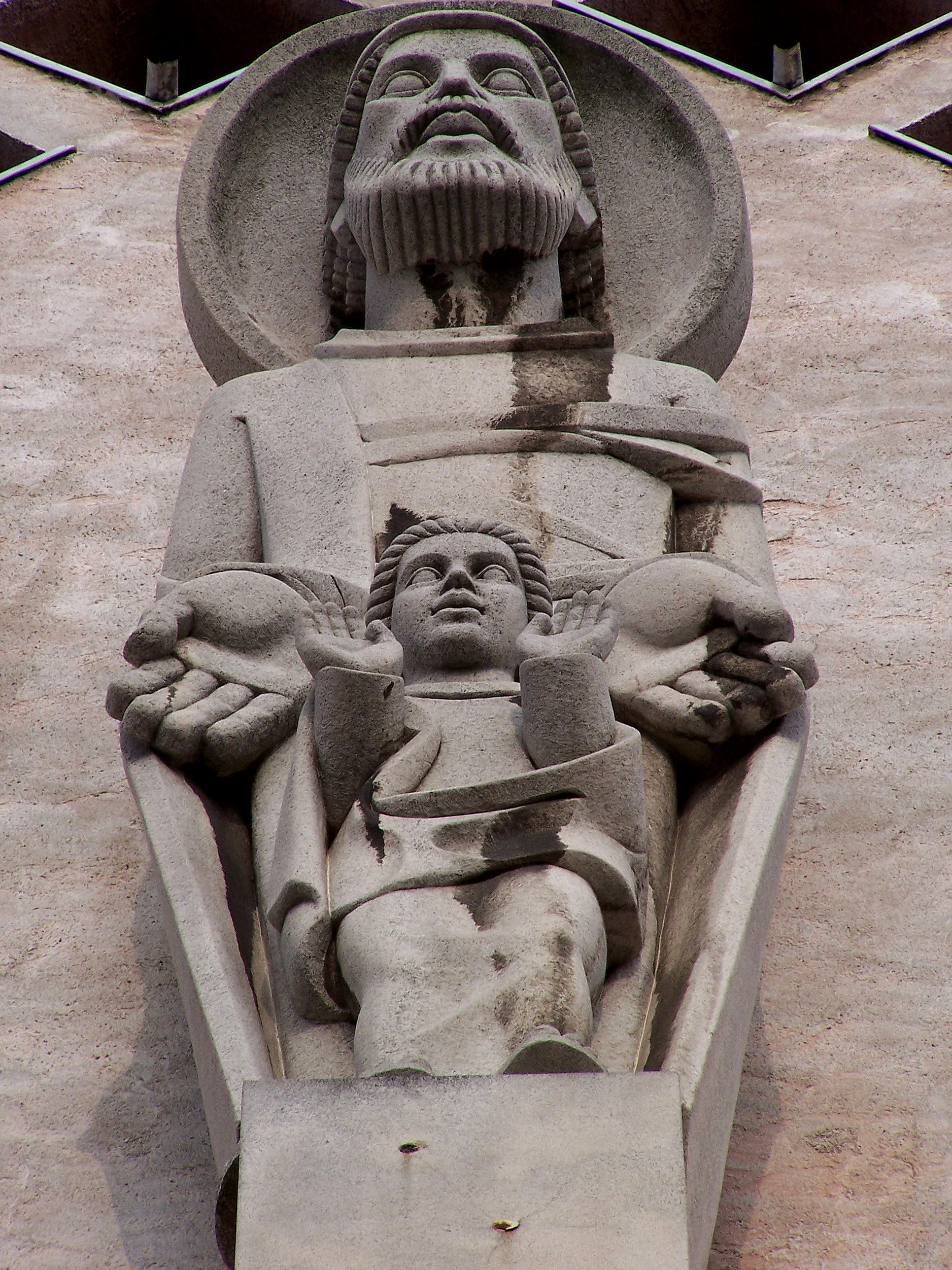

## Exposiciones
Exposiciones individuales
- 1990 Kunsthalle Darmstadt, estudio
- 1993 Galería Vahle, Darmstadt
- 1997 Galería Artis , Darmstadt
- 1999 Galería Börne, Museo Judío de Fráncfort del Meno
- 1999 "Forma e Immagine", centro cultural de la Iglesia Inglesa, Bad Homburg
- 2003 exposición de arte Parma

Exposiciones de grupo (selección)
- 2001 2001 Museo de la Santa Casa, Loreto
- 2005 33. exposiciones de la Darmstädter Sezessionen Darmstadt